# 格雷 (喬治亞州)
格雷（英語：Gray）是一個位於美國喬治亞州瓊斯縣的城市。根據2010年美國人口普查，該地人口為3276人，而該地的面積約為10.07平方千米。同時該地也是瓊斯縣的縣治。

## 地理
格雷的座標為33°00′31″N 82°32′03″W / 33.00861°N 82.53417°W，而該地的平均海拔高度為183米（即603英尺）。